# Greece (hrabstwo Monroe)
Greece – jednostka osadnicza w Stanach Zjednoczonych, w stanie Nowy Jork, w hrabstwie Monroe.